# Comuna Sokileț, Nemîriv
Sokileț (în ucraineană Сокілець) este o comună în raionul Nemîriv, regiunea Vinnița, Ucraina, formată din satele Hvozdiv, Oleksiivka și Sokileț (reședința).

## Demografie
Componența lingvistică a satului Sokileț
     Ucraineană (97,07%)
     Rusă (2,34%)
     Alte limbi (0,39%)
Conform recensământului din 2001, majoritatea populației satului Sokileț era vorbitoare de ucraineană (97,07%), existând în minoritate și vorbitori de rusă (2,34%).